# 자카드 직기

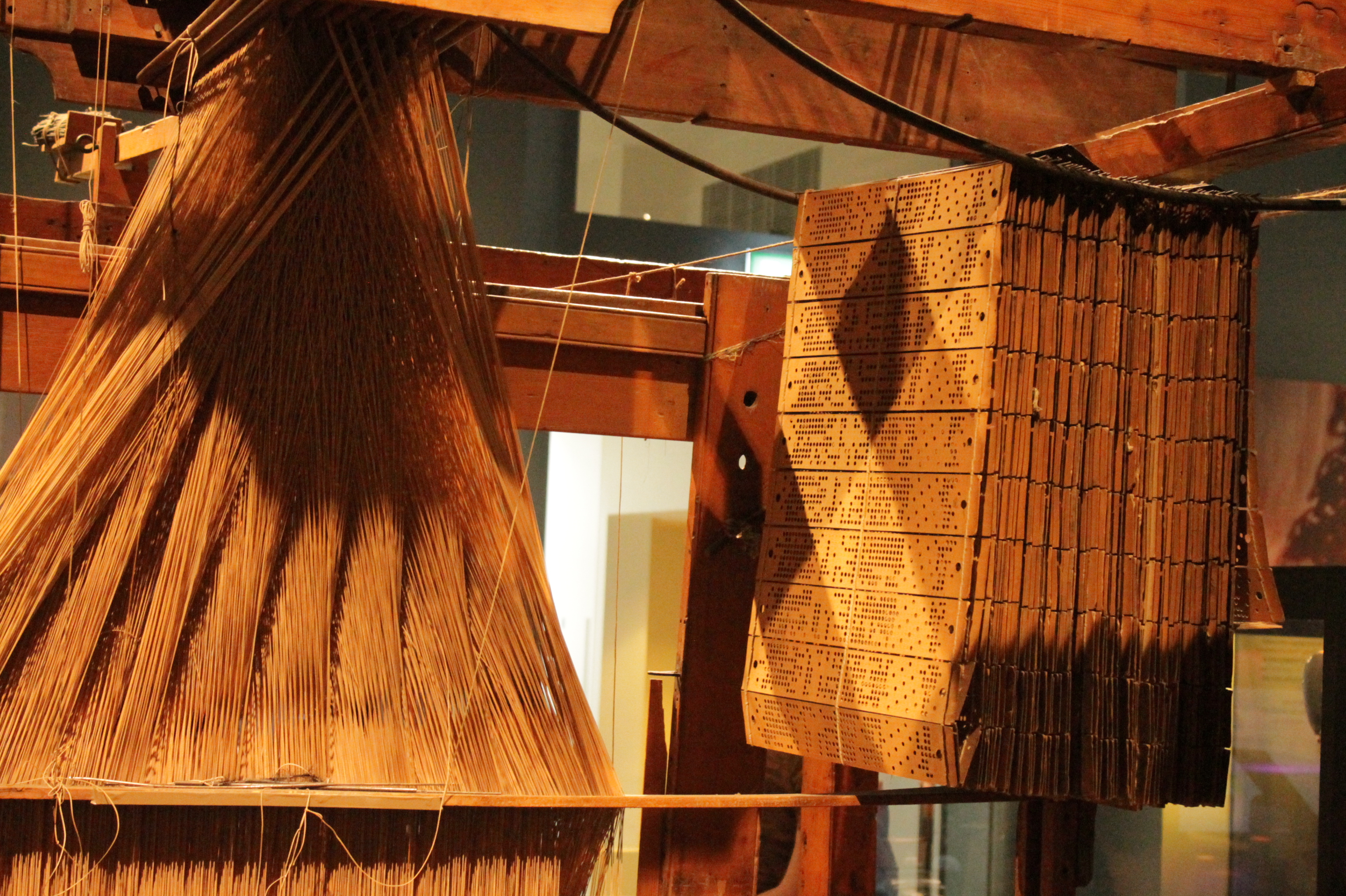
정보 천공 카드를 보여주는 자카드 직기. (스코틀랜드 국립 박물관)

자카드 직기, 자카드 문직기, 재카드 문직기, 자카드 기계(프랑스어: [ʒakaʁ])는 브로케이드, 다마스크, 마틀라세와 같은 복잡한 패턴의 직물을 제조하는 과정을 단순화하는 직기에 장착되는 장치이다. 직기와 자카드 기계의 결과적인 앙상블을 자카드 룸(Jacquard loom)이라고 한다. 이 기계는 프랑스인 바질 부숑(Basile Bouchon, 1725), 장 밥티스트 팔콘(Jean Baptiste Falcon, 1728) 및 자크 드 보캉송(1740)의 초기 발명품을 기반으로 1804년 조셉 마리 자카드에 의해 특허를 받았다. 기계는 "카드 체인"에 의해 제어되었다. 일련의 연속적인 순서로 함께 묶인 여러 개의 천공 카드. 각 카드에는 여러 줄의 구멍이 뚫려 있으며, 하나의 완전한 카드는 디자인의 한 줄에 해당한다.
자카드 공정과 필요한 직기 부착물 모두 발명가의 이름을 따서 명명되었다. 이 메커니즘은 아마도 가장 중요한 직조 혁신 중 하나일 것이다. 자카드 직조(Jacquard Shedding)를 통해 무제한의 다양한 복잡한 패턴 직조를 자동으로 생산할 수 있었기 때문이다. "자카드"라는 용어는 특정 직기에 국한되거나 특정 직기에 국한되지 않고 패턴화를 자동화하는 추가된 제어 메커니즘을 의미한다. 이 공정은 패턴이 있는 니트웨어와 저지와 같은 기계로 편직된 직물에도 사용할 수 있다.
일련의 작업을 제어하기 위해 교체 가능한 천공 카드를 사용하는 것은 찰스 배비지의 분석 엔진에 영감을 준 컴퓨팅 하드웨어 역사에서 중요한 단계로 간주된다.